# Al-Barid
Al-Barid (tiếng Ả Rập: البارد, cũng được đánh vần là al-Bared) là một ngôi làng ở phía bắc Syria nằm trong phó huyện Qalaat al-Madiq thuộc huyện Al-Suqaylabiyah ở Tỉnh Hama. Theo Cục Thống kê Trung ương Syria (CBS), al-Barid có dân số là 710 trong cuộc điều tra dân số năm 2004. Cư dân của nó chủ yếu là Alawites.